# Clonación humana

Diagrama que muestra distintas maneras de reprogramar las células durante el desarrollo de los seres humanos.

 La clonación humana es la creación  de una copia del material genético exacta de un ser humano vivo.  Dicha palabra se ha implementado para los tipos de clonación artificial, que abarca gran parte de la copia de células y tejidos humanos de uno o más seres humanos vivos. No se refiere a la concepción natural de gemelos idénticos.  La posibilidad de la clonación humana ha planteado controversias éticas. Estos dilemas éticos han dirigido a varios países a dirigir  leyes y su edición  con respecto a la clonación humana y su legalidad para dos copias.
Dos tipos de clonación humana teórica comúnmente discutidos son: clonación terapéutica y clonación reproductiva. La clonación terapéutica implica la clonación de células de un ser humano para su uso en ciencias médicas y trasplantes, y es un área activa de investigación, no obstante no tiene aplicación médica en ninguna parte del mundo, según datos del 2014. Dos métodos comunes de clonación terapéutica que están en investigación son la transferencia nuclear de células somáticas y, más recientemente la inducción de células madres pluripotentes. La clonación reproductiva implicaría clonar un ser humano completo.

## Historia
Aunque la posibilidad de clonar seres humanos fue causa de especulación y polémica durante la mayor parte del siglo XX, los científicos y legisladores comenzaron a tomar en serio esta perspectiva durante la década de los 60 o 70.
Joshua Lederberg, genetista ganador del Premio Nobel, abogó por la clonación y la ingeniería genética en un artículo en The American Naturalist en 1966 y otra vez, al año siguiente, en The Washington Post. Se suscitó un debate con el bioético conservador Leon Kass, quien escribió en su momento que "la reproducción programada del Hombre, de hecho, lo deshumanizará". Otro ganador del Premio Nobel, James D. Watson, publicitó el potencial y los peligros de la clonación en un ensayo en el The Atlantic Monthly titulado "Hacia el Hombre clonal", en 1971.
Con la clonación de la oveja Dolly en 1996, mediante la transferencia nuclear de células somáticas (SCNT por sus siglas en inglés), la idea de la clonación humana se convirtió en un concurrido tema de debate. Muchos países la proscribieron, mientras que algunos científicos prometieron crear un clon en los próximos años. 
En 2000 y 2005, Hwang Woo-suk, un profesor de la Universidad Nacional de Seúl, publicó dos artículos en la revista Science que declaraban haber cultivado células madre embrionarias pluripotentes de manera exitosa a partir de un blastocisto humano clonado utilizando técnicas de transferencia nuclear de células somáticas. Hwang declaró haber creado once diferentes líneas de células madre específicas patentadas. Este podría haber sido el primer gran avance en la clonación humana. Sin embargo, en 2006 Science se retractó de ambos artículos con evidencias contundentes de que muchos datos experimentales eran falsos.
En enero de 2008, el Dr. Andrew French y Samuel Wood, de la compañía de biotecnología Stemagen, anunciaron que habían creado con éxito los primeros cinco embriones humanos maduros usando SCNT. En este caso, cada embrión habría sido creado tomando el núcleo de una célula de piel (donada por Wood y un colega) e insertándolo en un óvulo humano sin núcleo. Los embriones se desarrollaron hasta la etapa de blastocisto, en ese punto los procesos de estudio los destruyeron. Los miembros del laboratorio declararon que su siguiente serie de experimentos tendría como objetivo generar líneas de células madre embrionarias; estas células serían el "santo grial", útiles para la clonación terapéutica o reproductiva.
En 2011, científicos de la Fundación de Células Madre de Nueva York anunciaron que habían logrado generar líneas de células madre embrionarias, pero su proceso involucraba dejar el núcleo del ovocito en su lugar, lo que resultaba en células triploides, inútiles para hacer clonación.
En 2013, un grupo de científicos dirigido por Shoukhrat Mitalipov publicó el primer informe acerca de células madre embrionarias creadas usando SCNT. En este experimento, los investigadores desarrollaron un protocolo para el uso de SCNT en células humanas, que difiere ligeramente de la metodología utilizada en otros organismos. Se derivaron cuatro líneas de células madre embrionarias a partir de células somáticas fetales humanas a partir de blastocistos. Las cuatro líneas se obtuvieron utilizando ovocitos del mismo donador, asegurando que todo el ADN mitocondrial hereditario fuera idéntico. Un año más tarde, un equipo dirigido por Robert Lanza en Advanced Cell Technology informó de que habían reproducido los resultados de Mitalipov y demostrado la eficacia de la clonación de células adultas usando SCNT.

## Métodos

### Transferencia nuclear de células somáticas

Diagrama del proceso de transferencia nuclear de células somáticas

En la transferencia nuclear de células somáticas (SCNT por sus siglas en inglés) se extrae el núcleo de una célula somática de un donador y se trasplanta en un óvulo hospedero cuyo propio material genético ha sido eliminado previamente. Después de que el material genético de la célula somática donadora se transfiere al ovocito hospedero con una micropipeta, el material genético de la célula somática se fusiona con el óvulo aplicando una leve corriente eléctrica. Una vez que las dos células se hayan fusionado, la nueva célula se puede desarrollar dentro de una madre sustituta o artificialmente. Este fue el proceso con el que se clonó exitosamente a la oveja Dolly
.

### Células madre pluripotentes inducidas

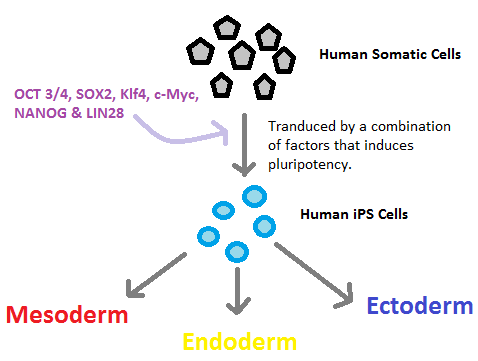
Panorama de las células iPS

La creación de células madre pluripotentes inducidas (IPSC por sus siglas en inglés) es un proceso largo e ineficiente. El término pluripotencia se refiere a una célula madre que tiene el potencial para diferenciarse en cualquiera de las tres capas germinales: el endodermo (revestimiento interior del estómago, tracto gastrointestinal, pulmones), el mesodermo (músculos, huesos, sangre, sistema urogenital), o el ectodermo (tejidos epidérmicos y del sistema nervioso). Un conjunto específico de genes, a menudo llamados "factores de reprogramación", se introducen en un tipo específico de célula adulta. Estos factores envían señales en la célula madura que causan que se convierta en una célula madre pluripotente. Este proceso está altamente estudiado; nuevas técnicas se descubren con frecuencia para optimizar el proceso de inducción.
Dependiendo del método utilizado, la reprogramación de células adultas a células IPS para su posterior implantación podría tener graves limitaciones en los seres humanos. Si un virus se utiliza como un factor de reprogramación para la célula, los genes causantes de cáncer llamados oncogenes podrían activarse. Estas células podrían comenzar a dividirse rápidamente como células cancerosas que no responden a los procesos de señalización celular del cuerpo. Sin embargo, en 2008 equipos de científicos descubrieron una técnica que podría eliminar la presencia de estos oncogenes después de inducir la pluripotencia, aumentando así el uso potencial de células iPS en seres humanos.

### Comparación entre SCNT y reprogramación
Tanto el proceso de transferencia nuclear de células somáticas como las células iPS tienen ventajas y deficiencias. Históricamente, los métodos de reprogramación han sido más estudiados que las técnicas de SCNT para producir células madre embionarias (CME). Sin embargo, los estudios más recientes han puesto mayor énfasis en el desarrollo de nuevos procedimientos de SCNT. La principal ventaja de SCNT sobre las células iPS en este momento es la velocidad con la que las células se pueden producir. Las producción de CME mediante células iPS tarda varios meses, mientras que tomaría mucho menos tiempo con SCNT, este hecho podría ser importante para aplicaciones médicas. Nuevos estudios están trabajando en optimizar el proceso de células iPS en términos de velocidad y eficiencia con el descubrimiento de nuevos factores de reprogramación en ovocitos.[cita requerida]  Otra ventaja que el proceso de SCNT podría tener sobre el de células iPS es su potencial para fungir de tratamiento para la enfermedad mitocondrial, ya que utiliza un ovocito donador. En este momento no se conocen otras ventajas del uso de células madre derivadas a partir de un método sobre las células madre derivadas a partir de otro.

## Aplicaciones actuales y potenciales

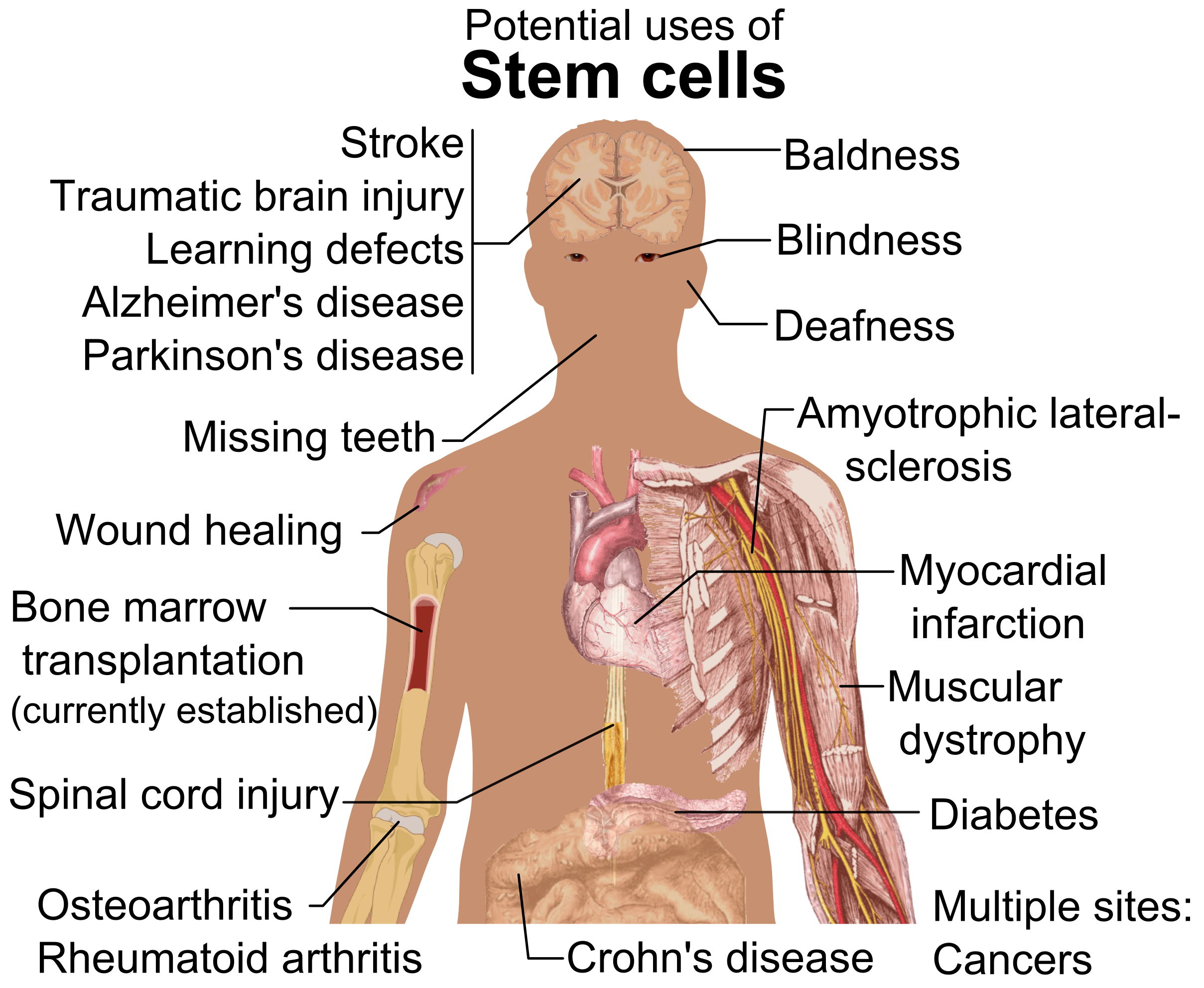
Tratamientos con células madre

Los estudios y trabajos acerca de técnicas de clonación ha avanzado nuestra comprensión básica de la biología del desarrollo de los seres humanos. Las observaciones de células madre pluripotentes humanas cultivadas ofrecen una mayor comprensión del desarrollo del embrión humano, que de otro modo no se puede estudiar. Ahora los científicos son capaces de definir con más exactitud las etapas del desarrollo humano temprano. El estudio de la transducción de señales aunado a la manipulación genética del embrión humano en etapas tempranas tiene el potencial para proporcionar respuestas a muchas enfermedades y defectos en el desarrollo. Muchas vías de señalización específicas en seres humanos han sido descubiertas mediante el estudio de células madre embrionarias. El estudio de las vías de desarrollo de los seres humanos ha proporcionado más evidencia a los biólogos del desarrollo para validar la hipótesis de que las vías de desarrollo se conservan en las especies.
Las células producidas mediante SCNT o células iPS tienen una amplia gama de aplicación en la investigación de la etioligía de las enfermedades y como sistemas modelo para el descubrimiento de fármacos.
Las células producidas mediante SCNT o células iPS podrían utilizarse eventualmente como terapia celular, o para crear órganos para trasplantes, técnica conocida como medicina regenerativa. La terapia con células madre es el uso de células madre para tratar o prevenir una enfermedad o padecimiento. Trasplante de médula ósea es una forma ampliamente utilizada de la terapia de células madre. En este momento no hay otras formas de terapia celular con uso clínico. En la actualidad se está desarrollando investigación para usar terapias de células madre para tratar enfermedades cardiovasculares, diabetes y lesiones en la médula espinal. La medicina regenerativa no tiene práctica generalizada, pero es altamente estudiada por sus aplicaciones potenciales. Este tipo de tratamientos haría posibles los trasplantes autólogos, eliminando así el riesgo de rechazo de un órgano trasplantado. Por ejemplo, un paciente con una enfermedad hepática podría obtener un hígado nuevo cultivado a partir de su propio material genético y trasplantado para sustituir el tejido dañado. Según investigaciones recientes, las células madre pluripotentes humanas son una fuente prometedora para generar neuronas humanas, demostrando el potencial de la medicina regenerativa en los campos de las lesiones cerebrales y neurológicas

## Implicaciones éticas
En términos de bioética, la ética de la clonación se refiere a una variedad de posturas éticas acerca de la práctica y posibilidades de la clonación, en particular la clonación humana. Mientras que muchos de estos puntos de vista son de origen religioso, las cuestiones planteadas por la clonación también se enfrentan a perspectivas laicas. La clonación terapéutica o reproductiva de seres humanos no se utiliza comercialmente; en la actualidad se clonan animales en los laboratorios y también para producción ganadera.
Los defensores de la clonación terapéutica apoyan su desarrollo bajo el entendido de que se pueden generar tejidos y órganos enteros para darle tratamiento a los pacientes que de otra manera no pueden conseguir un trasplante, para evitar la necesidad de fármacos inmunosupresores, así como para evitar los efectos del envejecimiento.  Los defensores de la clonación reproductiva sostienen que los padres que no pueden procrear deberían tener acceso a esta tecnología.
La oposición a la clonación terapéutica se centra principalmente en torno a la situación de las células madre embrionarias, que tienen conexiones con el debate sobre el aborto.
Algunos opositores de la clonación reproductiva tienen la preocupación de que la tecnología aún no está lo suficientemente desarrollada para ser segura - ejemplo de esta postura es la de la Asociación Estadounidense para el Avance de la Ciencia en 2014, mientras que otras partes hacen hincapié en que la clonación reproductiva podría ser propensa a abusos (que conduciría a la generación de seres humanos para cosechar sus órganos y tejidos), aunado a las preocupaciones acerca de cómo los individuos clonados podrían integrarse en familias y en la sociedad en general. Hay otro punto de vista, que es el intento de clonación humana, para pretender recuperar a una persona fallecida o ser querido fallecido, no obstante se obtendría una persona distinta, aunque físicamente idéntica al fallecido, como un hermano gemelo nacido más tarde. Esta nueva persona estaría influida por su propia situación cultural, experiencias, familia, sus propias opciones en la vida, etc. Por tanto, sería pura casualidad que se consiguiera volver a tener un Einstein, un gran deportista, artista, etc. o a la misma persona, por medio de la clonación de una de sus células.
Asimismo “La religión católica, a través del Papa Juan Pablo II, se pronunció diciendo que: "Ninguna experimentación científica, en ningún momento, y por ningún motivo, puede ser justificada si pasa el límite determinado por el respeto a la vida desde su concepción, según lo estableció la voluntad de Dios”. 
“La Iglesia acepta el avance científico siempre y cuando no pongan en peligro a la naturaleza e identidad del hombre” según Cambra, C (2012) 

## Legislación vigente

### Argentina
Experimentos de clonación relacionados con seres humanos están prohibidos por el Decreto 200/97 del 7 de marzo de 1997.

### Australia
Australia prohibió la clonación humana, aunque a partir de diciembre de 2006, un proyecto de ley legalizando la clonación terapéutica y la creación de embriones humanos para la investigación de células madre fue aprobada por la Cámara de Representantes. La clonación terapéutica es legal en algunas partes de Australia siempre y cuando esté dentro de los límites reglamentarios, y esté sujeta a la legislación estatal.

### Canadá
La ley canadiense prohíbe las siguientes actividades: la clonación de humanos, la clonación de células madre, el cultivo de embriones humanos para fines de investigación, y la compra o venta de embriones, esperma, óvulos o cualquier otro material reproductivo humano. También prohíbe realizar modificaciones en el ADN humano que sean heredables, incluyendo el uso de ADN animal en seres humanos. Las madres de alquiler y la donación de esperma u óvulos con fines reproductivos están legalmente autorizadas. También se permite la donación de embriones humanos y células madre para fines de investigación.
Se han hecho constantes propuestas en Canadá para prohibir la clonación reproductiva de seres humanos desde el informe de 1993 de la Comisión Real sobre Nuevas Tecnologías Reproductivas. Las encuestas han indicado que una abrumadora mayoría de los canadienses se oponen a la clonación reproductiva de seres humanos a pesar de que la regulación de la clonación humana sigue siendo un problema de políticas nacionales e internacionales. La noción de "dignidad humana" es comúnmente utilizada para justificar las leyes de clonación. La base para esta justificación es que la clonación humana reproductiva infringe necesariamente la noción de la dignidad humana.

### Colombia
La clonación humana se prohíbe en el Artículo 133 del Código Penal de Colombia.
Sin embargo existe la demanda C-555-05 contra dicho artículo cuyo argumento vertebral es el siguiente: el artículo 133 de la Ley 599 de 2000 vulnera los artículos  11, 13, 16 y 18 de la Constitución Política, en tanto “prohíbe y condena anticipadamente el llamado a la existencia de la persona y a la vida humana a través de la clonación o cualquier procedimiento hecho en laboratorio so pretexto de 'proteger' el patrimonio genético de una persona”.

### Unión Europea
La Convención Europea sobre los Derechos Humanos y Biomedicina prohíbe la clonación humana en uno de sus protocolos adicionales, pero este protocolo ha sido ratificado por Grecia, España y Portugal solamente. La Carta de los Derechos Fundamentales de la Unión Europea prohíbe explícitamente la clonación reproductiva de seres humanos. La carta es jurídicamente vinculante para todas las instituciones de la Unión Europea suscritas al Tratado de Lisboa.

### India
La India no posee una ley específica relativa a la clonación, pero tiene directrices que prohíben la clonación de seres humanos completos o la clonación reproductiva. La India permite la clonación terapéutica y el uso de células madre embrionarias para la investigación.

### Rumania
La clonación humana está prohibida en Rumania.[cita requerida]

### Serbia
La clonación humana está prohibida explícitamente en el Artículo 24, "Derecho a la vida", de la Constitución de Serbia de 2006.

### Reino Unido
El 14 de enero de 2001, el gobierno británico aprobó el Reglamento de Fertilización Humana y Embriología (para fines de investigación) de 2001 para modificar de la Ley de Fertilización Humana y Embriología de 1990 implementando razones admisibles para la investigación con embriones para permitir la investigación en torno a las células madre y la transferencia nuclear, permitiendo así la clonación terapéutica. Sin embargo, el 15 de noviembre de 2001, un grupo Provida ganó un desafío legal en el Tribunal Superior, que anuló la regulación y dejó todas las formas de clonación sin regulación en el Reino Unido. Su esperanza era que el Parlamento pudiera llenar este vacío mediante la aprobación de leyes prohibitivas. El Parlamento rápidamente aprobó la Ley de la Clonación Reproductiva Humana de 2001, que prohíbe expresamente la clonación reproductiva. La laguna restante respecto a la clonación terapéutica se cubrió cuando los tribunales de apelaciones revocaron la decisión anterior del Tribunal Superior.
La primera licencia fue concedida el 11 de agosto de 2004 a un grupo en la Universidad de Newcastle para investigar tratamientos para la diabetes, la enfermedad de Parkinson y la enfermedad de Alzheimer. La Ley de Fertilización Humana y Embriología de 2008, una importante revisión de la legislación relativa a la fertilidad, derogó la Ley de Clonación 2001 al hacer modificaciones de similares a las de la Ley de 1990. La Ley de 2008 también permite la experimentación con embriones híbridos humano-animales.

### Organización de las Naciones Unidas
El 13 de diciembre de 2001, la Asamblea General de las Naciones Unidas comenzó a elaborar una convención internacional contra la clonación reproductiva de seres humanos. Una amplia coalición de Estados, entre ellos España, Italia, Filipinas, Estados Unidos y Costa Rica, además de la Santa Sede, buscaron ampliar el debate para prohibir toda forma de clonación humana, señalando que, en su opinión, la clonación humana terapéutica viola irrevocablemente la dignidad humana. Costa Rica propuso la adopción de una convención internacional para prohibir todas las formas de clonación humana. No se ha podido llegar a un consenso sobre una convención vinculante; en marzo de 2005 se convocó una Declaración de las Naciones Unidas sobre la Clonación Humana, de naturaleza no vinculante, pidiendo la prohibición de todas las formas de clonación humana contrarias a la dignidad humana.

### Estados Unidos
En 1998,1999, 2001, 2004, y 2007 la Cámara de Representantes de los Estados Unidos votó acerca de prohibir toda clonación humana, tanto reproductiva como la terapéutica. En cada voto, las divisiones en el Senado sobre la clonación terapéutica impidió la aprobación de cualquiera de las dos propuestas competentes (la prohibición de los dos tipos de clonación o únicamente de la clonación reproductiva). El 10 de marzo de 2010, un proyecto de ley (HR 4808) se presentó con una sección que prohibiría la financiación federal destinada a clonación humana. Dicha ley, de aprobarse, no impediría la investigación en instituciones privadas (universidades) que tuvieran financiación privada y federal. Actualmente no hay leyes federales de los Estados Unidos que prohíban la clonación por completo, y cualquiera de dichas leyes presentarían complicadas preguntas constitucionales similares a las cuestiones planteadas por el aborto. Trece estados americanos (Arkansas, California, Connecticut, Iowa, Indiana, Massachusetts, Maryland, Míchigan, Dakota del Norte, Nueva Jersey, Rhode Island, Dakota del Sur y Virginia) prohíben la clonación reproductiva y tres estados (Arizona, Maryland y Misuri) prohíben el uso de fondos públicos para este tipo de actividades.